# Budești (okręg Arad)
Budești – wieś w Rumunii, w okręgu Arad, w gminie Pleșcuța. W 2011 roku liczyła 24 mieszkańców. 